# Cristóbal de Molina
Cristóbal de Molina, apodado «el Cuzqueño» (Baeza, Jaén, 1529-Cuzco, 1585) fue un clérigo y cronista español. Durante mucho tiempo se creyó que era mestizo, pero en realidad fue un español natural de Andalucía, aunque por haber residido durante muchos años en el Cuzco se compenetró tanto con la cultura andina, que bien puede ser considerado como un mestizo cultural. Fue autor de Relación de las fábulas y ritos de los Incas.

## Biografía
Aparte del año y lugar de nacimiento, no se conoce nada de su infancia y juventud. Posiblemente arribó en América en la segunda mitad del siglo xvi. En 1556 se estableció en Cuzco, por lo que fue apodado como «el Cuzqueño», para distinguirlo de otro cronista homónimo, llamado «el Peruano» o «el Almagrista».
Gracias a los años de convivencia con los nativos, aprendió el idioma quechua, hasta el punto de manejarlo con gran destreza. Se desempeñó como doctrinero de los indios y desde el atrio de la catedral del Cuzco predicó en el idioma nativo los sermones dominicales.
En 1565 fue nombrado cura de la parroquia de Nuestra Señora de los Remedios del Hospital de Naturales del Cuzco. Se ganó la confianza de los indios y recogió antiguas tradiciones del Imperio incaico. 
Se le recuerda también por haber reconfortado al inca Túpac Amaru I durante su ejecución en la plaza de Armas del Cuzco en 1572. Fue también visitador eclesiástico de la provincia por encargo del virrey Francisco de Toledo, cuando éste hizo su recorrido por el territorio, en 1568 y en 1575. Y acompañó al obispo del Cuzco, Sebastián de Lartaun, al III Concilio Limense desarrollado en la capital virreinal en 1583. Por encargo de dicho obispo escribió Relación de las fábulas y ritos de los Incas.

## Obras
Su obra principal, la única conservada, es Relación de las fábulas y ritos de los Incas, escrita posiblemente entre 1575 y 1576, y dedicada al obispo Sebastián de Lartaun. Fue publicada por sir Clements R. Markham en 1873, traducida al idioma inglés. La versión original en español apareció impresa por primera vez en 1913, en el tomo V de la Revista Chilena de Historia y Geografía, editada por el erudito Tomás Thayer Ojeda, aunque atribuida erróneamente a Cristóbal de Molina «el almagrista».
Esta obra, como su título lo indica, se divide en dos grandes bloques:
- Las fábulas o leyendas incas, como la de la creación del hombre por Viracocha, el diluvio y el origen de los incas.
- Los rituales de la antigua religión inca, que es la parte más extensa y nutrida de información. Contiene datos sobre las festividades periódicas de la religión nativa y recoge oraciones, cantos agrícolas, etc. También incluyen un recuento de los métodos mágicos que los incas usaban en sus curaciones. Por esta obra, el crítico Raúl Porras Barrenechea calificó a Molina como el gran canonista de la liturgia india.

También se atribuye a Molina la autoría de Historia de los incas y Relación de guacas y adoratorios del Cuzco, ambas perdidas.